# 역지사지
역지사지(易地思之)는 당사자들간에서 서로의 처지, 입장을 바꾸어서 생각하는 것을 말한다. 이것의 목적이 상대방을 배려하고 이해함으로써 갈등을 줄이는 것이라고 한다면 이러한 역지사지의 태도는 공감 능력의 또다른 표현이라고 할 수 있다. 이러한 맥락에서 로버트 셀먼(Robert Selman)은 사회와 타인을 이해하는 능력으로서 '역할수행능력'을 제안한 바 있다.

## 같이 보기
- 정서

## 참고
- (우리말샘) 역지사지 등